# Игнатьевский сельсовет (Звенигородский район)
Игнатьевский сельсовет — упразднённая административно-территориальная единица, существовавшая на территории Московской губернии и Московской области до 1954 года.
Игнатьевский сельсовет был образован в первые годы советской власти. По данным 1919 года он входил в состав Аксиньинской волости Звенигоро́дского уезда Московской губернии.
15 апреля 1921 года Игнатьевский с/с был передан в новую Ивано-Шныревскую волость.
В 1926 году Игнатьевский с/с включал село Игнатьево.
В 1929 году Игнатьевский сельсовет вошёл в состав Звенигоро́дского района Московского округа Московской области.
14 июня 1954 года Игнатьевский сельсовет был упразднён, а его территория (селение Игнатьево) передана в Ершовский сельсовет.
Список населённых пунктов:
- Игнатьево.